# Barbara Cooper
Barbara Lee Ward Cooper (Memphis, 4 agosto 1929 – Memphis, 25 ottobre 2022) è stata una politica statunitense.

## Biografia

### Carriera
Studiò alla Manassas High School a Memphis. Si laureò prima alla Tennessee State University ricevendo inoltre un master in educazione, poi nel 1999 in psicologia cristiana alla Jacksonville Theological Seminary, a Jacksonville, in Florida.
Si candidò inizialmente alla Camera del Tennessee per il novantesimo distretto, perdendo. Si candidò poi nel 1996 per l'ottantaseiesimo distretto, questa volta vincendo.
Alla Camera prese parte a numerose commissioni e sottocommissioni, tra cui la commissione per i bambini e gli affari familiari, la commissione per l'istruzione e la sottocommissione per la giustizia familiare.

### Morte
Barbara Cooper è morta a Memphis il 25 ottobre 2022, all'età di 93 anni.

## Vita privata
Si sposò con John D. Cooper, pompiere, deceduto nel 2006. Con egli ebbe tre figli.